# Los Vaqueros: El regreso
A Los vaqueros: el regreso album a Wisin & Yandel nyolcadik albuma. Az albumon a WY Records előadói mellett szerepel Jowell & Randy, Yomo, Akon, Bow Wow és Alexis & Fido.